# Chabet el Ameur
Chabet-El-Ameur (شعبة العامر en arabe, en kabyle : Iɣil Azeggaɣ, transcrit en tifinagh : ⵉⵖⵉⵍ ⴰⵣⴳⴳⴰⵖ) est une commune algérienne faisant partie de la daïra d'Isser dans la wilaya de Boumerdès en Algérie. Elle se situe à environ 40 km au sud-est du chef-lieu de la wilaya.

## Géographie
La commune de Chabet El-Ameur, est rattachée administrativement à la daïra d'Isser qui fait partie de la wilaya de Boumerdès, elle est limitrophe avec la wilaya de Tizi-Ouzou. Le mont Tagrimount est le point le plus culminant de la région, qui s'élève à 1028 mètres. 
| Ammal, Béni Amrane           | Issers                     | Timezrit                                                           |
| Ammal                        | Chabet El Ameur            | Tizi Gheniff (Wilaya de Tizi Ouzou), M'Kira (Wilaya de Tizi Ouzou) |
| Lakhdaria (Wilaya de Bouira) | Kadiria (Wilaya de Bouira) | Wilaya de Bouira, Wilaya de Tizi Ouzou                             |

### Principaux villages de Chabet-El-Ameur
En plus du Chef-lieu de la commune, Chabet-El-Ameur compte de nombreux villages. En voici quelques-uns : 
- Ait Said
- Ait Lhamel
- Azouza
- Ath Tafath
- Ath Abdellah

- Andhassen
- Imouthas
- Ihaddaden
- Amara
- Aït Ali
- Aït Brahim
- Aït Boudoukhan
- Ait Ousalah

## Histoire

### Période coloniale
À la suite de leur insurrection en 1871 sur les forces coloniales françaises et la prise d'otage de nombreux colons, les Ait-Khalfoun ont subi une répression militaire brutale. Un séquestre sur leur terre ainsi qu'un fort impôt de guerre leur furent aussi imposés. Ces représailles n'étaient qu'une forme de spoliation massive des terres de la population autochtone que l'administration coloniale en disposa plus tard pour les besoins de la colonisation en agrandissant le village et les fermes de Palestro, en créant le périmètre de colonisation de Chaâbet-el-Ameur et en partie celui de Thiers. Comme conséquence directe à ces spoliations, la population autochtone fut plongée dans une pauvreté brutale.
Durant la guerre d'indépendance, le village Ait Said a abrité l'une des sections administratives spécialisées (SAS) sous contrôle militaire. Les villages d'Ait Ali et d'Ihaddaden ont vu la création dans leur sein de camps militaires de regroupement pour priver les combattants de l'ALN de l'appui de la population. 

## Administration
Sous le coup de poursuites judiciaires, le président de l'Assemblée populaire communale est suspendu de ses fonctions à titre conservatoire le 8 mars 2020.

## Économie
L'économie locale reste essentiellement basée sur l'agriculture. La ville de Chabet-El-Ameur est particulièrement réputée[réf. nécessaire] entre autres, par la culture des raisins, du melon et de la pastèque. La culture de la figue, dans toutes ses variétés, et de l'olive est très répandue. Même si la ville dispose de forts potentiels de développement,  les autres secteurs de l'économie, à savoir l'industrie, les services ou l'artisanat, sont très peu développés en raison de l'absence d'une vision économique et la mauvaise gouvernance de l'administration et des assemblées locales.  

## Personnalités liées à la commune
- Ali Laskri